# (15686) 1981 EW33
A (15686) 1981 EW33 a Naprendszer kisbolygóövében található aszteroida. Schelte J. Bus fedezte fel 1981. március 1-jén.